# Thielenmühle (Burscheid)

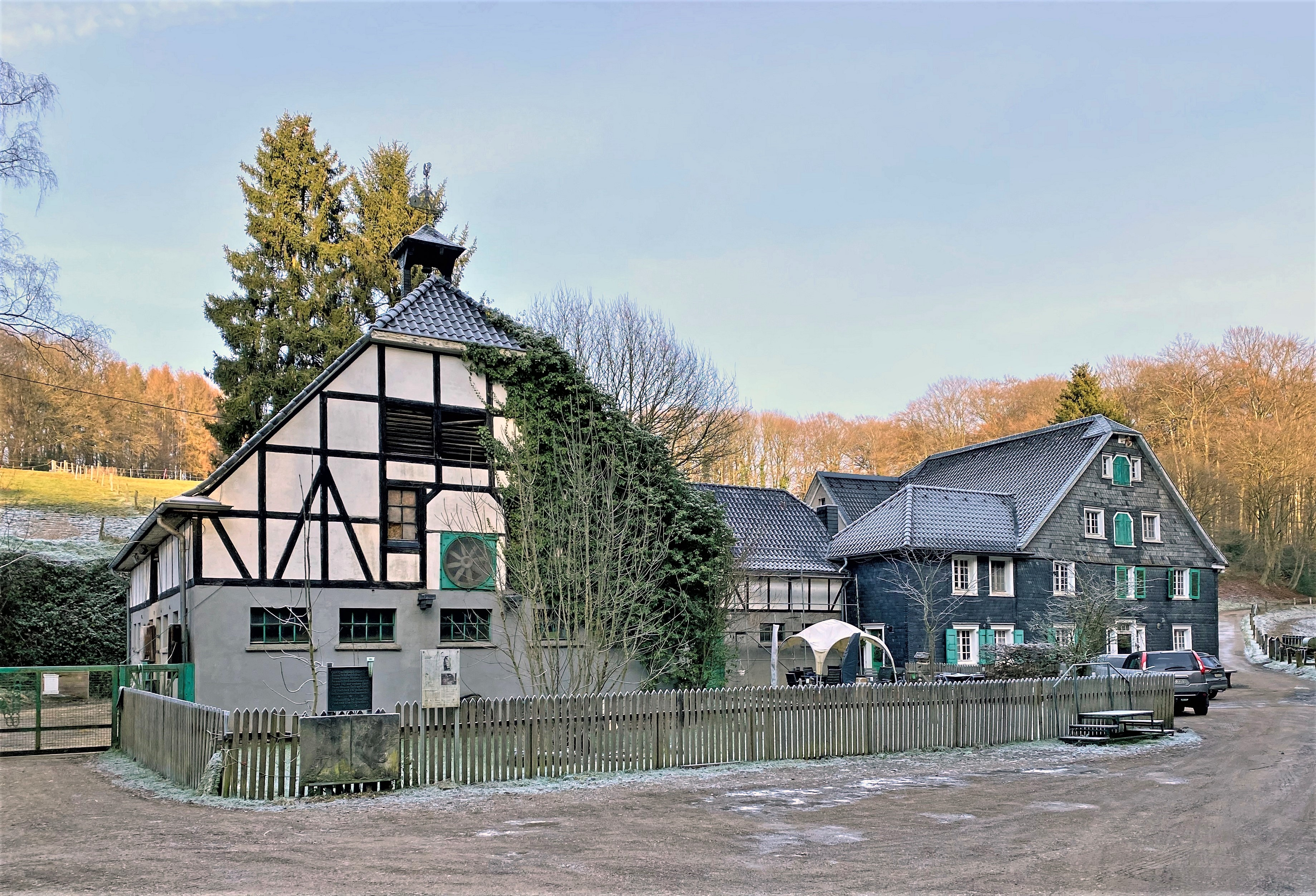
Thielenmühle

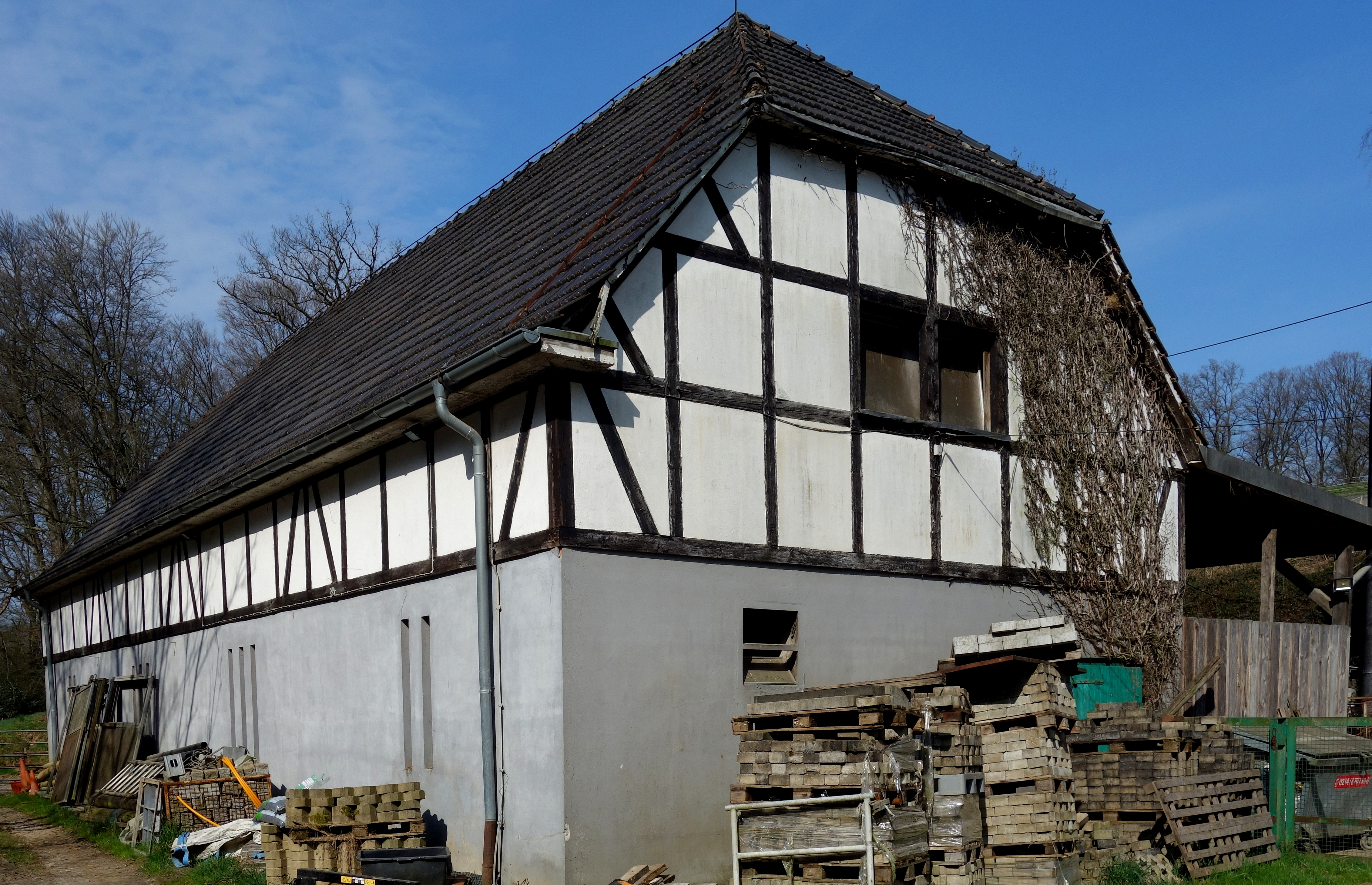
Freistehende Scheune

Die Thielenmühle ist eine ehemalige Wassermühle in der Kleinstadt Burscheid im Rheinisch-Bergischen Kreis in Nordrhein-Westfalen.

## Geschichte
Die ursprünglich im Jahre 1620 erbaute Mühle wurde 1780 durch einen Brand zerstört und 1782 durch das heutige Gebäude ersetzt. Das Wohnhaus in seinem heutigen Erscheinungsbild wurde 1825 mit dem Giebel nach vorn an das Mühlengebäude angebaut. 1887 richtete Friedrich Wilhelm Goetze in einem Nebengebäude eine Werkstatt zur Herstellung von Dichtungen für Dampflokomotiven ein. Damit legte er den Grundstein für die spätere Goetze AG (später Federal Mogul, jetzt Tenneco). 1937 wurde die linke Achse der Mühle erweitert. Bis 1975 betrieben die Eheleute Kotthaus neben der Mühle auch eine Bäckerei. 1993 wurde das Dach neu gedeckt, außerdem wurden der Fachwerkgiebel, die Fenster, die Schlagläden, die Eingangstür und die Schieferfassade restauriert.
1998 ging die Thielenmühle in den Besitz der Inneren Mission über, die sie zehn Jahre später an ein Ehepaar verkaufte.

## Beschreibung

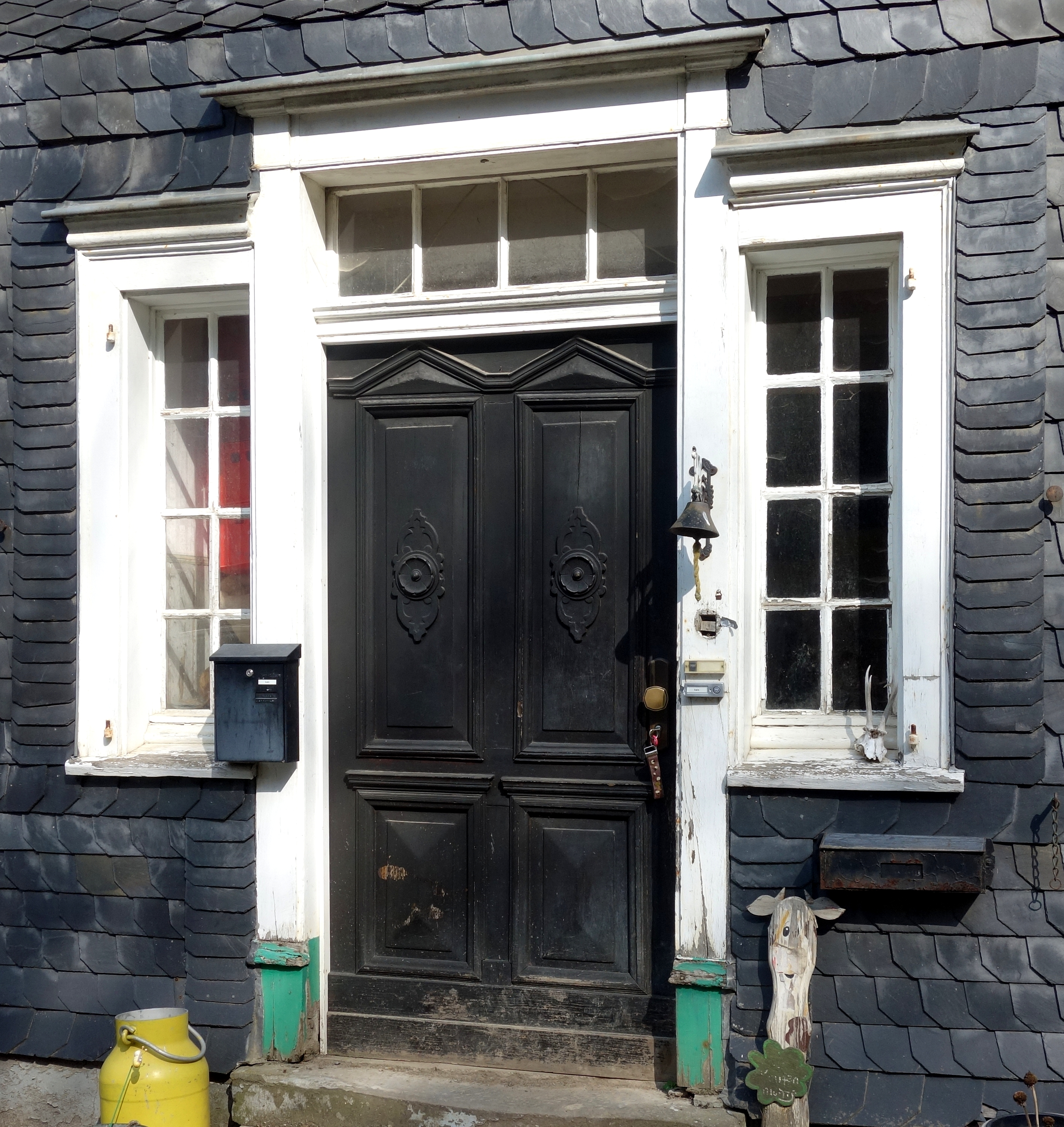
Eingangstür mit Seitenfenstern

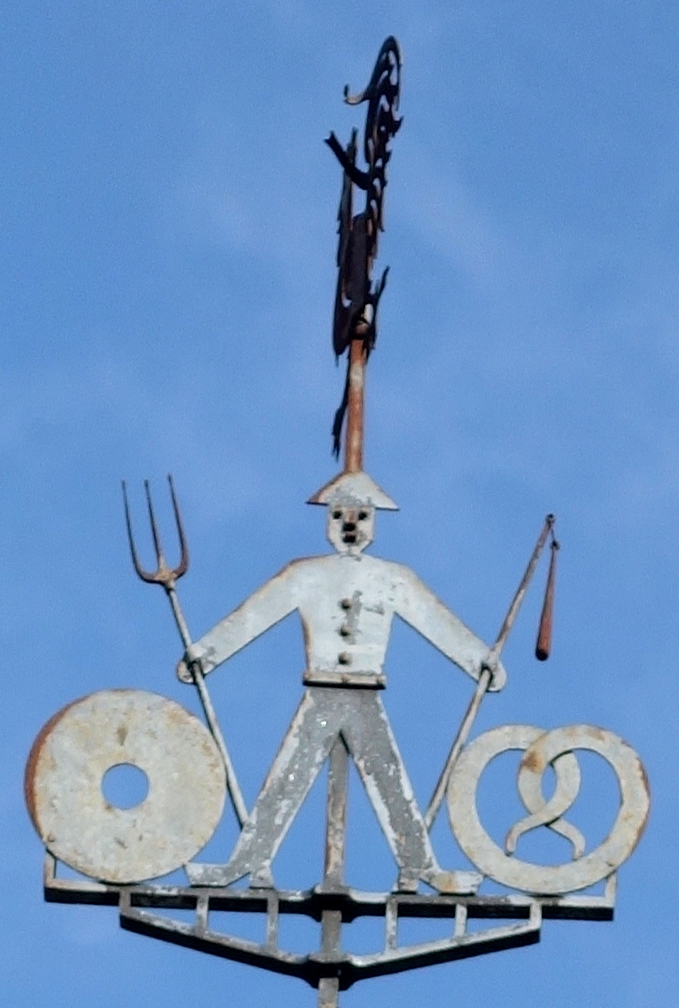
Symboldarstellung des Müllerhandwerks auf einem Gebäudedach

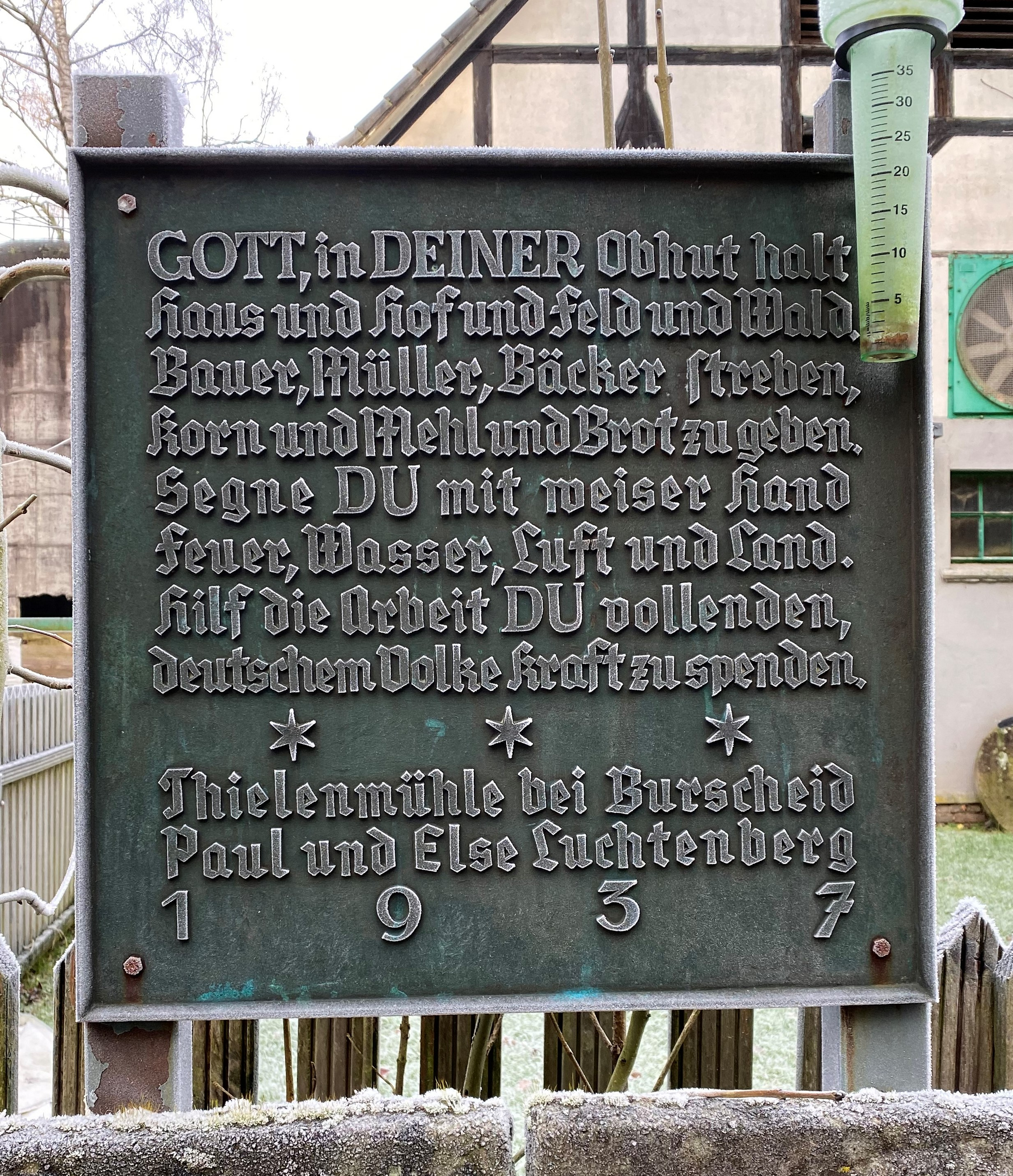
Segensspruch

Die Thielenmühle zählt zu den am besten erhaltenen Mühlen des Bergischen Landes. Das mit einem Backsteinsockel und einem kleinen Krüppelwalmdach versehene zweigeschossige Fachwerkhaus besitzt eine von zwei Seitenfenstern flankierte Eingangstür, mit Schlagläden ausgestattete Fenster sowie zwei übereinander liegende Ladeluken im Giebel. Die Schieferfassade weist diverse Verzierungen auf. Auf einem Schild an der Mühle ist ein Segensspruch von 1937 zu lesen. An die Rückseite schließt sich ein Fachwerk-Schmiedeanbau an. Eine freistehende Scheune mit Krüppelwalmdach gehört ebenfalls zum Mühlenanwesen.

## Ausstattung
Bis auf das nicht mehr funktionsfähige oberschlächtige Wasserrad am rückwärtigen Westgiebel des Mühlengebäudes ist der größte Teil der Mühlentechnik vollständig erhalten geblieben. Hierzu gehören der Antrieb im Erdgeschoss sowie zwei Mahlwerke und ein Hebekran im Obergeschoss. Auch die Innenausstattung des Mühlen- und des Wohngebäudes sowie der Brotverkaufsraum mit seiner Einrichtung aus den 1950er Jahren sind erhalten.
Von den beiden Stein-Mahlgängen mit Kronradgetriebe war aus Gründen der ständigen Wasserknappheit stets nur einer in Betrieb. Gemahlen wurde Roggenschrot für die Schwarzbrotbäckerei, die der Mühle angeschlossen war.

## Denkmalschutz
Die Thielenmühle ist seit 1984 unter der Nummer 23 in der Liste der Baudenkmäler in Burscheid verzeichnet.